# Dee Bradley Baker
Dee Bradley Baker (Bloomington, 1962. augusztus 31. –) amerikai szinkronszínész. 
Olyan ismert animációs sorozatokban kölcsönözte a hangját, mint a Phineas és Ferb, a Ben 10 és az idegen erők és a SpongyaBob Kockanadrág. Legismertebb szinkronszerepe a  A klónok háborúja című sorozatban a klónok állandó hangja. Ugyanebben a sorozatban más szereplőknek is a hangja.

## Filmográfia
| Év        | Magyar cím                                    | Eredeti cím                                   | Szinkronszerep                                                                                         |
| --------- | --------------------------------------------- | --------------------------------------------- | --- |
| 2023-2024 | Star Wars: Fiatal Jedik kalandjai             | Star Wars: Young Jedi Adventures              | Nubs és további szereplők                                                                              |
| 2023      | A galaxis őrzői: 3. rész                      | Guardians of the Galaxy Vol. 3                | Blurp                                                                                                  |
| 2022      | Star Wars: Jedihistóriák                      | Star Wars: Tales of the Jedi                  | Rex százados, Jesse és további klónkatonák                                                             |
| 2021-2024 | Star Wars: A Rossz Osztag                     | Star Wars: The Bad Batch                      | Vadász, Zúzó, Tech, Echo, Célkereszt, Rex és további klónkatonák                                       |
| 2020      | Lego Star Wars: Ünnepi különkiadás            | The LEGO Star Wars Holiday Special            | Klónkatonák                                                                                            |
| 2020      | A Mandalóri                                   | The Mandalorian                               | Béka asszony                                                                                           |
| 2018-2020 | Star Wars: Ellenállás                         | Star Wars Resistance                          | Glem, Grevel, Egdir, Skreek és további szereplők                                                       |
| 2017-2018 | Star Wars: A sors erői                        | Star Wars Forces of Destiny                   | Wicket Wystri Warrick és Unkar Plutt                                                                   |
| 2016-2017 | Lego Star Wars: A Freemaker család kalandjai  | LEGO Star Wars: The Freemaker Adventures      | Ben Quadinaros, Boba Fett, Bossk és egy trandoshai őr                                                  |
| 2015      | Star Wars VII. rész – Az ébredő Erő           | Star Wars: The Force Awakens                  | Ilco Munica                                                                                            |
| 2014-2018 | Star Wars: Lázadók                            | Star Wars Rebels                              | Ephraim Bridger, Öreg Jho, Konstantine admirális, Rex, Gregor, Wloffe, Pypey, Melch, további szereplők |
| 2012-2014 | Avatár: Korra legendája                       | The Legend of Korra                           | Pabu, Naga és Tarrlok                                                                                  |
| 2010      | Drágán add a rétedet                          | Furry Vengeance                               | |
| 2009      | G-Force – Rágcsávók                           | G-Force                                       | Mooch                                                                                                  |
| 2009      | Terminátor - Megváltás - A Machinima-sorozat  | Terminator Salvation: The Machinima Series    | |
| 2008-2020 | Star Wars: A klónok háborúja                  | Star Wars: The Clone Wars                     | Klónkatonák, további szereplők                                                                         |
| 2008      | Star Wars: A klónok háborúja (film)           | Star Wars: The Clone Wars (Film)              | Klónkatonák                                                                                            |
| 2008      | B, a szuperméh                                | The Mighty B!                                 | Happy                                                                                                  |
| 2008      | Batman: A bátor és a vakmerő                  | Batman: The Brave and the Bold                | Clock King                                                                                             |
| 2008      | Ben 10 és az idegen erők                      | Ben 10: Alien Force                           | Humongousaur                                                                                           |
| 2007      | Barátaim: Tigris és Micimackó                 | My Friends Tigger & Pooh                      | Buster                                                                                                 |
| 2006      | Eh, badarság! Egy bolondos karácsony          | Bah Humduck!: A Looney Tunes Christmas        | |
| 2006      | Manny mester                                  | Handy Manny                                   | Turner                                                                                                 |
| 2006      | Rémkölykök - Z.É.R.Ó. hadművelet              | Codename: Kids Next Door - Operation Z.E.R.O. | Négyeske / Mr. Fibb / Toilenator / Joaquin / Tommy Gilligan                                            |
| 2005      | Avatar: Az utolsó levegőidomár                | Avatar: The Last Airbender                    | |
| 2005      | Amerikai fater                                | American Dad!                                 | Klaus                                                                                                  |
| 2005      | Ben 10                                        | Ben 10                                        | robot hadnagy                                                                                          |
| 2005      | László tábor                                  | Camp Lazlo                                    | Mr. Thomas / Sir Frederick Richards                                                                    |
| 2005      | Toy Warrior                                   | The Toy Warrior                               | |
| 2003      | Stripperella                                  | Stripperella                                  | |
| 2003      | Tini titánok                                  | Teen Titans                                   | Cinderblock                                                                                            |
| 2002      | Rémkölykök                                    | Codename: Kids Next Door                      | Wallabee Beatles / Numbuh 4                                                                            |
| 2000      | A trombitás hattyú                            | The Trumpet of the Swan                       | Louie                                                                                                  |
| 1999      | Alvin és a mókusok kalandjai Frankentsteinnel | Alvin and the Chipmunks Meet Frankenstein     | buszsofőr                                                                                              |
| 1999      | Sonic X                                       | Sonic Underground                             | Chomps                                                                                                 |
| 1996      | Jungle Cubs                                   | Jungle Cubs                                   | Bagheera                                                                                               |
| 1996      | Space Jam – Zűr az űrben                      | Space Jam                                     | Dodó kacsa / Tasmán ördög / Bika                                                                       |